# Christophe Andrault de Langeron
Christophe Andrault de Maulévrier-Langeron dit le « comte de Maulévrier » ou « Maulévrier-Langeron », né en 1680 et mort à Paris le 12 février 1768, est un officier de marine et aristocrate français des XVIIe et XVIIIe siècles. Issu d'une ancienne famille de la noblesse nivernaise, ayant fourni plusieurs officiers supérieurs au royaume de France, il entre dans l'histoire de la marine française et intègre le corps des galères. Il sert en mer pendant la guerre de la Ligue d'Augsbourg et la guerre de Succession d'Espagne avant d'être promu officier général des galères, puis des vaisseaux. Il termine sa carrière avec le grade de lieutenant général des armées navales.

## Biographie

### Origines et famille
Christophe Andrault est un membre de la famille Andrault de Langeron. Il est le fils de François Andrault marquis de Maulevrier-Langeron et de Françoise de La Veuhe.

### Carrière dans la Marine royale

#### Débuts pendant la guerre de la Ligue d'Augsbourg
Christophe Andrault entre au service comme garde de l'étendard dans le corps des galères en janvier 1691, au début de la guerre de la Ligue d'Augsbourg. Il est alors âgé de onze ans seulement. Il participe au bombardement d'Oneglia en 1692, à la prise de Roses en 1693, puis à la défense de Saint-Malo contre le raid mené par les Anglais en 1695. 
Promu enseigne de galère (équivalent du grade d'enseigne de vaisseau dans le corps des vaisseaux) en 1696, puis - une fois la paix revenue - sous-lieutenant des galères en 1700. Il participe à la lutte contre les corsaires barbaresques et est blessé lors du bombardement de Tanger. 

#### Débuts pendant la guerre de Succession d'Espagne
Au début de la guerre, il sert au sein de la division de six galères envoyées à Dunkerque pour patrouiller sur les bancs de Flandre et contribue à la prise d'un vaisseau hollandais en 1702, de deux frégates anglaises et à la destruction d'un navire corsaire anglais. 
Il combat à terre en 1708 lors du siège de Lille avec les troupes de marine, avant d'être nommé commandant de deux galiotes sur l'Escaut. 

#### Promotions ultérieures
Promu major des galères à Marseille en 1714-1716. Il se dévoue durant la peste de Marseille de 1720, pour surveiller les galériens chargés de l'évacuation des corps, permettant ainsi d'éviter la propagation de l'épidémie. Il est nommé Inspecteur des galères en 1737, puis chef d'escadre des galères l'année suivante. Il est chargé de conduire la duchesse de Modène à Gênes en 1739. Il est nommé commandant la Marine à Marseille en 1740 et fait Commandeur de l'ordre royal et militaire de Saint-Louis. Il est alors responsable de l'Arsenal des galères. 
Lors de la suppression du corps des galères intègre le corps des vaisseaux le 1er janvier 1749, avec le grade de chef d'escadre - équivalent à celui qu'il avait dans les galères. Il est fait Lieutenant-général des armées navales 1750. Il meurt à Paris le 12 février 1768, à l'âge de 88 ans.

## Distinctions
- Commandeur de l'Ordre royal et militaire de Saint-Louis

## Armoiries
| Blason des Andrault | Blasonnement : Ecartelé: au 1&4 d'Azur aux trois étoiles d'argent qui est d'Andrault. au 2&3 d'argent aux trois faces vivrées de gueules et une bande d'azur semée de lys dite « De France » Brochant sur le tout, qui est de Gentien. |

## Sources et bibliographie
- Père Anselme, Potier de Courcy Histoire de la Maison royale de France, Volume 9,Partie 2, 1879, pages 608-611 : généalogie de la famille Andrault de Langeron et de Maulévrier.
- François-Alexandre de La Chenaye-Aubert, Dictionnaire généalogique, héraldique, chronologique et historique, veuve Duchesne, Paris, 1757, p. 87Lire en ligne